# Prins (geslacht)

Geslachtswapen (1886)

Prins (ook: Prins van Westdorpe) is een uit Rotterdam afkomstig geslacht waarvan leden sinds 1886 tot de Nederlandse adel behoren.

## Geschiedenis
De stamreeks begint met Christiaan Willemsz., die in het begin van de 16e eeuw stuurman bij de haringvisserij te Rotterdam was. De kinderen van zijn zoon Willem gingen zich Prins noemen. Een lid van de vierde generatie was mede-oprichter van de Vereenigde Oostindische Compagnie.  In volgende generaties leverde het geslacht bestuurders van Rotterdam. Bij Koninklijke Besluiten van 29 april 1886 en 3 december 1889 werden twee broers Prins verheven in de Nederlandse adel; een derde broer werd niet verheven en werd daarmee de stamvader van de in het Nederland's Patriciaat opgenomen tak van het geslacht. In 1882 was al een verzoek tot verheffing in de Nederlandse adel gedaan door Theodore Louis Lambert Prins (1832-1889), maar dat was toen afgewezen; in 1884, na aanvullende gegevens inzake de bestuursfuncties van leden van het geslacht gedurende vele generaties op lokaal en statelijk niveau, werd het verzoek wel gehonoreerd. Van verschillende leden zijn biografieën opgenomen in het Nieuw Nederlandsch Biografisch Woordenboek. In de 21e eeuw zijn geen leden van de adellijke tak nog gevestigd in Nederland, en de chef de famille woont in Brussel.
In 1886 werd bij adelsdiploma het geslachtswapen vastgesteld. In 1888 vond wapenvermeerdering plaats voor de heer van Westdorpe waarbij een hartschild met het wapen van de voormalige heerlijkheid Westdorpe werd toegevoegd.
Leden van de familie waren heer van Westdorpe; in 1971 verkreeg jhr. drs. David Prins (1927-1985) naamswijziging tot Prins van Westdorpe.
Jhr. Ewout Prins, heer van Westdorpe (1879-1950) schonk in 1908 stukken betreffende zijn geslacht aan het Rotterdamse gemeentearchief. In 1978 werd het gehele familiearchief aangekocht door Rotterdam van diens zoon.

## Enkele telgen
Eeuwout Prins (?-1636), brouwer en  mede-oprichter van de VOC
- Mr. Adriaan Prins (1625-1668), bewindhebber VOC, schepen, raad in de vroedschap en burgemeester van Rotterdam
  - Adriaan Prins (1663-1705)
    - Mr. Adriaan Prins, heer van Hillegersberg en Cromstrijen (1692-1780), bewindhebber VOC, raad in de vroedschap en burgemeester van Rotterdam, schepen van Schieland, dijkgraaf, hoogheemraad en hoofdingeland
      - Mr. Willem Prins (1730-1807), bewindhebber VOC, schepen van Rotterdam, schepen van Schieland
        - Mr. Theodore Lambert Prins (1761-1824), schepen, lid van de municipale raad en burgemeester van Rotterdam
          - Mr. Adriaan Theodore Prins, heer van de Lek, Lekkerkerk en Zuidbroek (1803-1857), lid gemeenteraad en wethouder van Rotterdam
            - Jhr. mr. Theodore Louis Lambert Prins, heer van Westdorpe, 's-Gravejansdijk en Oosterwijk (1832-1889), lid gemeenteraad van Rotterdam, rechter; trouwde in 1877 met Anna Catharina Labouchere, vrouwe van Westdorpe (1846-1933)
              - Jhr. Ewout Prins, heer van Westdorpe (1879-1950); trouwde in 1926 met de Belgische jkvr. Madeleine de Prelle de la Nieppe (1893-1960), lid van de familie De Prelle de la Nieppe, waarna hun nageslacht zich voornamelijk in België vestigde
                - Jhr. drs. David Prins van Westdorpe, heer van Westdorpe (1927-1985), procuratiehouder

            - Frederik Johan Prins (1842-1907), bankdirecteur en stamvader van de niet-adellijke tak
            - Jhr. Willem Prins (1847-1924)
              - Jhr. Pieter Adolf Prins (1873-1956), directeur bierbrouwerij
                - Jhr. Willem Ewoud Prins (1905-voor 1990), kunstschilder

Geslachten die opgenomen zijn in het sinds 1910 verschijnende genealogische naslagwerk Nederland's Patriciaat. Lijst volgens opgave van het CBG Centrum voor familiegeschiedenis.
A · B · C · D · E · F · G · H · I · J · K · L · M · N · O · P · Q · R · S · T · U · V · W · Y · Z